# Bambusik mniejszy
Bambusik mniejszy (Tylonycteris pachypus) – gatunek nietoperza z rodziny mroczkowatych o długości 15 mm. Tylonycteris pachypus waży przeciętnie około 3,4 grama. Nietoperz ten zamieszkuje Azję. Jak wszystkie gatunki z rodzaju Tylonycteris, wykorzystuje kryjówki w międzywęźlach bambusów, do których dostaje się przez wąskie szczeliny, co ułatwia mu silnie spłaszczona czaszka. Utrzymuje się na wewnętrznych ściankach pustej łodygi bambusa, dzięki przyssawkom na nadgarstkach i tylnych stopach.